# Батырбасы
Батырбасы́, батурбаши́ или бахадурбаши́ (чагат. بهادر باشي‎) — воинское звание у некоторых тюркских народов.

## Общие сведения
Батырбасы является званием тюркского начальника военного отряда численностью 80 — 200 человек. Обычно выбирался среди батыров, отличавшихся силой и мужеством.

## Примеры использования
Звание батырбасы существовало в XVIII—XIX веках в Бухарском и Кокандском ханствах. Звание «бахадур-баши» носили правитель Йеттишара Магомет Якуб бек Бадаулет и его заместитель Мухаммад-Риза.